# Australische Cricket-Nationalmannschaft in England in der Saison 2018
Die Tour der australischen Cricket-Nationalmannschaft nach England in der Saison 2018 fand vom 13. bis zum 27. Juni 2018 statt. Die internationale Cricket-Tour war Bestandteil der Internationalen Cricket-Saison 2018 und umfasste fünf ODIs und ein Twenty20. England gewann die ODI-Serie 5–0 und die Twenty20-Serie 1–0.

## Vorgeschichte
England spielte zuvor eine Tour gegen Pakistan, für Australien ist es die erste Tour der Saison. Das letzte Aufeinandertreffen der beiden Mannschaften bei einer Tour fand in der Saison 2017/18 in Australien statt.

## Stadien
Als Austragungsorte wurden die folgenden Stadien ausgewählt und am 5. September 2017 bekanntgegeben.
| Stadion                     | Stadt             | Kapazität | Spiele |
| --------------------------- | ----------------- | --------- | ------ |
| Edgbaston Cricket Ground    | Birmingham        | 24.803    | 1. T20 |
| Sophia Gardens              | Cardiff           | 15.643    | 2. ODI |
| Emirates Durham             | Chester-le-Street | 17.000    | 4. ODI |
| The Oval                    | London            | 23.500    | 1. ODI |
| Old Trafford Cricket Ground | Manchester        | 19.000    | 5. ODI |
| Trent Bridge                | Nottingham        | 15.350    | 3. ODI |

## Kaderlisten
Australien benannte seine Kader am 8. Mai 2018.
England benannte seinen ODI-Kader am 5. Juni und seinen Twenty20-Kader am 19. Juni 2018.
| ODI | ODI | Twenty20 | Twenty20 |
| England | Australien | England | Australien |
| --- | --- | --- | --- |
| - Eoin Morgan (K) - Moeen Ali - Jonny Bairstow - Jake Ball - Sam Billings - Jos Buttler (wk) - Sam Curran - Tom Curran - Alex Hales - Liam Plunkett - Adil Rashid - Joe Root - Jason Roy - Craig Overton - Ben Stokes - David Willey - Chris Woakes - Mark Woo | - Tim Paine (K, wk) - Aaron Finch (VK) - Ashton Agar - Alex Carey - Josh Hazlewood - Travis Head - Nathan Lyon - Glenn Maxwell - Shaun Marsh - Michael Neser - Jhye Richardson - Kane Richardson - D’Arcy Short - Billy Stanlake - Marcus Stoinis - Andrew Tye | - Eoin Morgan (K) - Moeen Ali - Jonny Bairstow - Jake Ball - Jos Buttler (wk) - Sam Curran - Tom Curran - Alex Hales - Chris Jordan - Liam Plunkett - Adil Rashid - Joe Root - Jason Roy - David Willey | - Aaron Finch (K) - Alex Carey (VK, wk) - Ashton Agar - Travis Head - Nic Maddinson - Glenn Maxwell - Jhye Richardson - Kane Richardson - D’Arcy Short - Billy Stanlake - Marcus Stoinis - Mitchell Swepson - Andrew Tye - Jack Wildermuth |

## Tour Matches
| 7. Juni Scorecard | Hove | Australien 277-9 (50)          | – | Sussex 220 (42.3) |
|                   |      | Australien gewinnt mit 57 Runs |   |                   |

| 9. Juni Scorecard | London (Lord’s) | Australien 283-6 (50)           | – | Middlesex 182 (41) |
|                   |                 | Australien gewinnt mit 101 Runs |   |                    |

### ODI gegen Schottland

#### Kaderlisten
Schottland ernannte seinen Kader am 8. Mai 2018.
| ODI | ODI |
| Schottland | England |
| --- | --- |
| - Kyle Coetzer (K) - Richie Berrington (VK) - Dylan Budge - Matthew Cross - Alasdair Evans - Michael Jones - Michael Leask - Calum MacLeod - Preston Mommsen - George Munsey - Safyaan Sharif - Chris Sole - Mark Watt - Brad Wheal - Stuart Whittingham | - Eoin Morgan (K) - Moeen Ali - Jonny Bairstow - Sam Billings - Tom Curran - Alex Hales - Dawid Malan - Liam Plunkett - Adil Rashid - Joe Root - Jason Roy - Ben Stokes - David Willey - Chris Woakes - Mark Wood |

#### Spiel
| 10. Juni Scorecard | Edinburgh | Schottland 371-5 (50)         | – | England 365 (48.5) |
|                    |           | Schottland gewinnt mit 6 Runs |   |                    |

## One-Day Internationals

### Erstes ODI in London
| 13. Juni Scorecard | London (Oval) | Australien 214 (47)           | – | England 218-7 (44) |
|                    |               | England gewinnt mit 3 Wickets |   |                    |

### Zweites ODI in Cardiff
| 16. Juni Scorecard | Cardiff | England 342-8 (50)          | – | Australien 304 (47.1) |
|                    |         | England gewinnt mit 38 Runs |   |                       |

### Drittes ODI in Nottingham
| 19. Juni Scorecard | Nottingham | England 481-6 (50)           | – | Australien 239 (37) |
|                    |            | England gewinnt mit 242 Runs |   |                     |

### Viertes ODI in Chester-le-Street
| 21. Juni Scorecard | Chester-le-Street | Australien 310-8 (50)         | – | England 314-4 (44.4) |
|                    |                   | England gewinnt mit 6 Wickets |   |                      |

### Fünftes ODI in Manchester
| 24. Juni Scorecard | Manchester | Australien 205 (34.4)        | – | England 208-9 (48.3) |
|                    |            | England gewinnt mit 1 Wicket |   |                      |

Der Seriengewinn war der erste 5:0-Sieg Englands über Australien überhaupt.

## Twenty20 International
| 27. Juni Scorecard | Birmingham | England 221-5 (20)          | – | Australien 193 (19.4) |
|                    |            | England gewinnt mit 28 Runs |   |                       |